# Scuderia Italia
La Scuderia Italia, aussi connue sous le nom BMS Scuderia Italia, est une écurie italienne de sport automobile, fondée à Brescia par Giuseppe Beppe Lucchini, propriétaire d'une entreprise de sidérurgie.
La Scuderia Italia s'est également distinguée en participant au championnat du monde de Formule 1 de 1988 à 1993. La Scuderia Italia a participé à 122 Grands Prix de Formule 1, inscrit un total de 15 points et obtenu 2 podiums. Son meilleur classement en championnat du monde est une huitième place, en 1989 et 1991. 
En 1994, Beppe Lucchini retire son écurie du championnat pour fusionner avec une écurie italienne, la Scuderia Minardi, dont il devient actionnaire jusqu'en 1995 avant de s'engager dans d'autres championnats. Scuderia Italia a aussi été engagée dans le championnat FIA GT.

## Historique

### Débuts
Beppe Lucchini, patron d'une grande entreprise de sidérurgie italienne et passionné de sport automobile, fonde l'officine de course BMS (Brixia Motor Sport, Brixia étant le nom latin de la ville de Brescia, siège social de BMS) en 1983. L'entreprise est alors dirigée par Patricio Cantu. BMS engage une Lancia 037 en championnat d'Italie des rallyes avant de se tourner vers le championnat du monde des voitures de tourisme, où l'équipe engage des Alfa Romeo semi-officielles. Fin 1987, le partenariat entre Alfa et BMS cesse à la suite de la décision du constructeur italien de quitter la compétition. À la recherche d'une nouvelle orientation pour BMS, Beppe Lucchini décide alors de s'attaquer à la Formule 1, avec un projet 100 % italien baptisé Scuderia Italia. 

### Formule 1

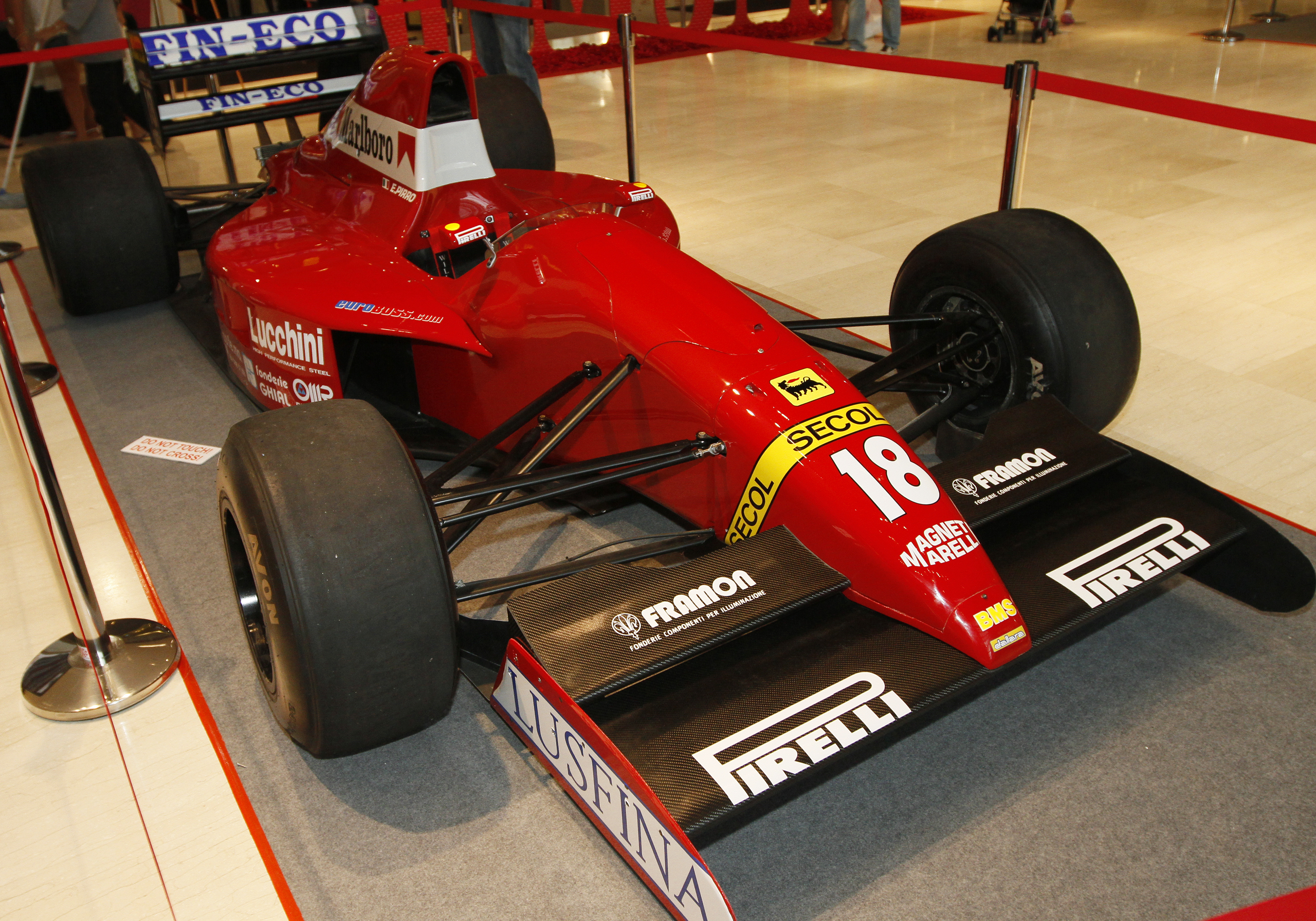
La BMS Dallara F191 d'Emanuelle Pirro (le numéro n'est pas correct) exposée à Sepang en 2010

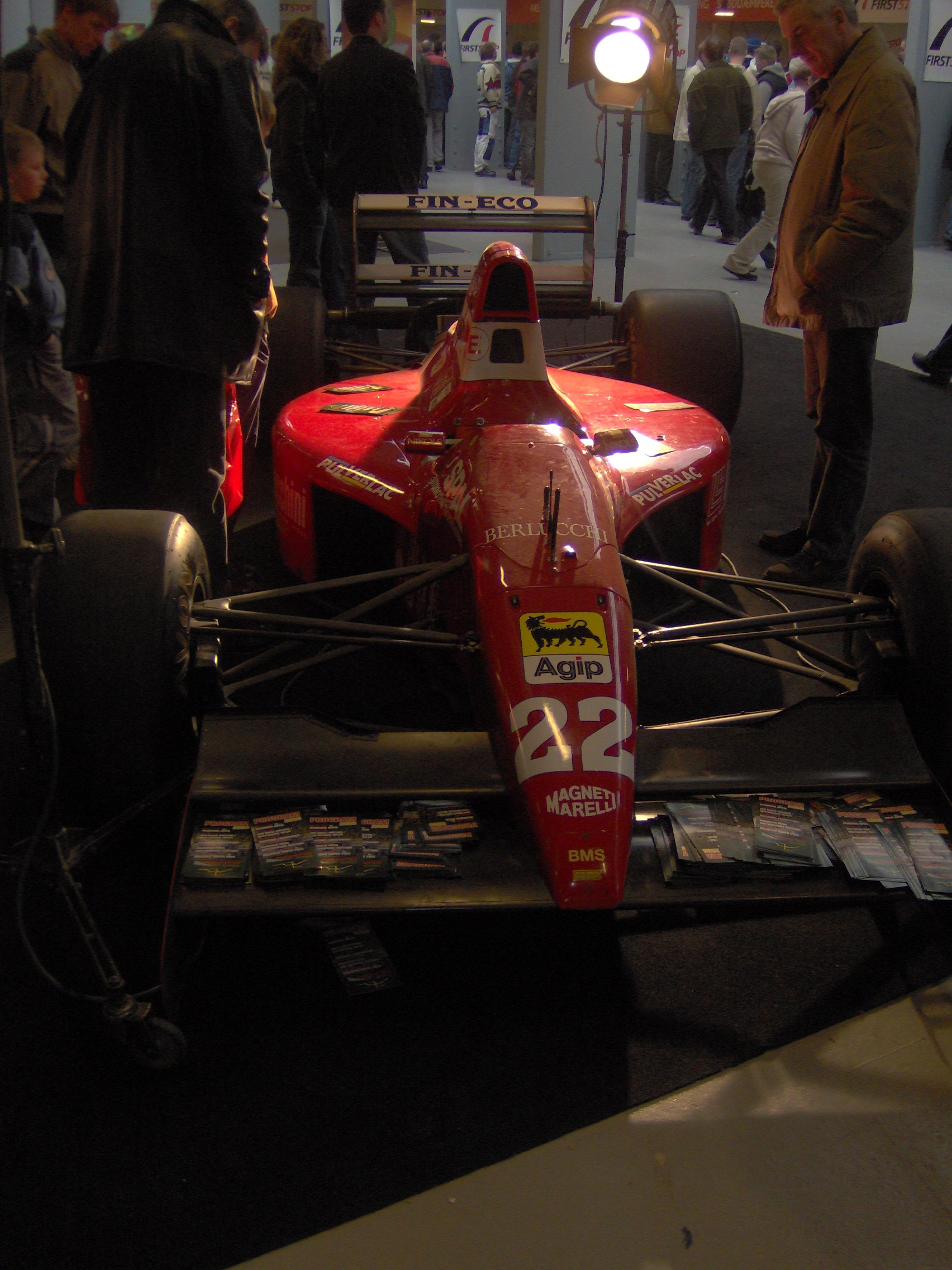
la BMS Dallara 191

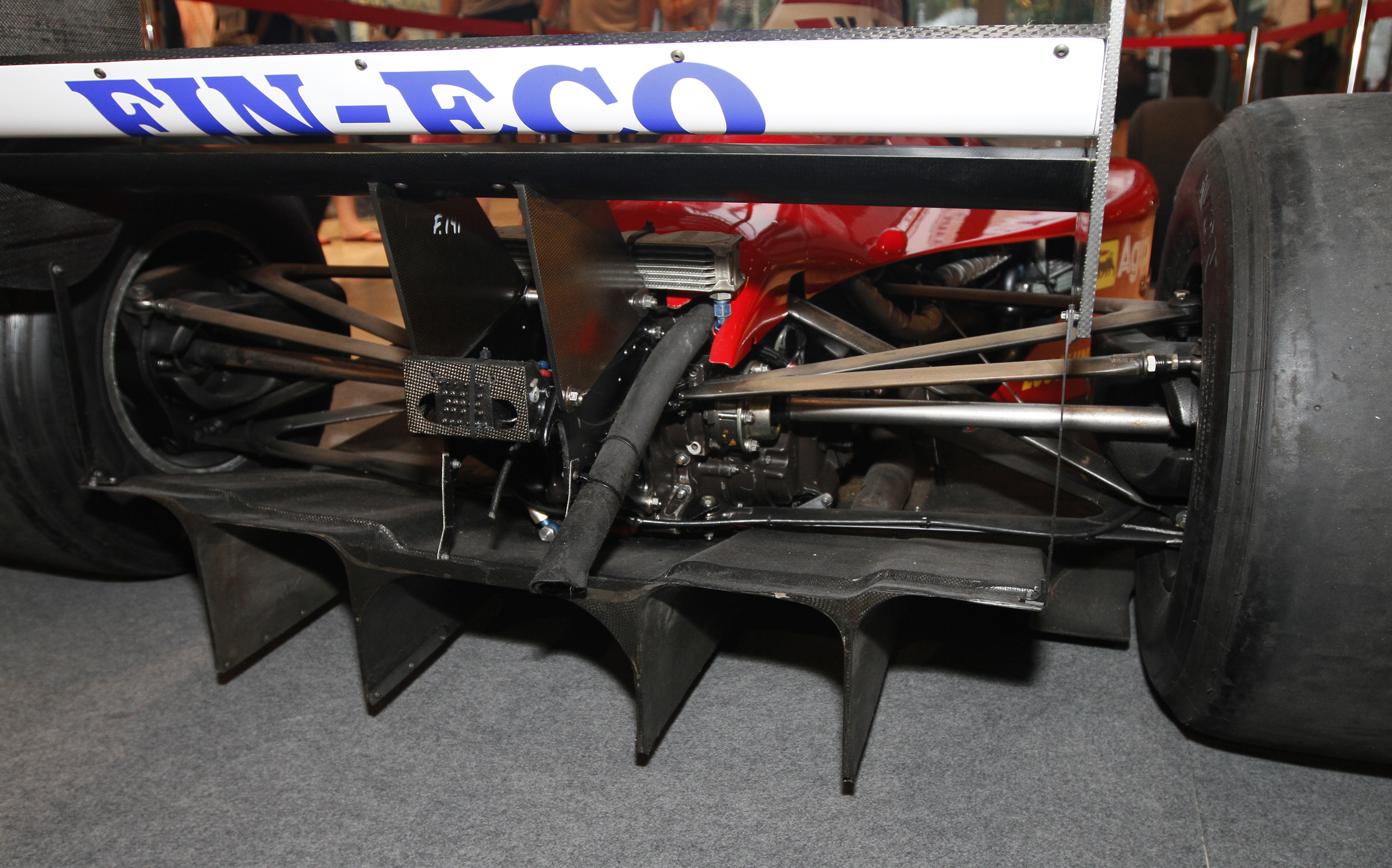
Le diffuseur de la Dallara 191

Pour la saison 1988, Beppe Lucchini noue des contacts étroits avec le concepteur Gian Paolo Dallara, fondateur de Dallara, depuis longtemps impliqué en compétition automobile. Dallara a en effet fait ses armes chez Iso, Walter Wolf Racing, et Lancia avant de voler de ses propres ailes et récolté un beau palmarès en Formule 3 où ses châssis s'illustrent dans toutes les compétitions européennes. De l'union entre Lucchini et Dallara naît la BMS Dallara F188, dessinée par Sergio Rinland, mue par un moteur V8 Cosworth préparé chez Mader et confiée à Alex Caffi. En raison du peu de temps de préparation du projet, l'équipe est contrainte d'aligner la Dallara 3087, une Formule 3000 mise aux normes de la Formule 1, pour le Grand Prix inaugural au Brésil. À son volant, Alex Caffi ne parvient pas à passer le stade des pré-qualifications. Après l'arrivée de la 188 au Grand Prix suivant, cette mésaventure ne se reproduit qu'au Grand Prix du Canada. La 188 dispute donc quatorze Grands Prix et rallie sept fois l'arrivée, le meilleur résultat de la saison étant une septième place au Grand Prix du Portugal.
En 1989, Lucchini, encouragé par les bonnes performances de son écurie, poursuit l'aventure en impliquant encore plus son partenaire Dallara. Rinland quitte alors l'équipe pour Brabham tandis que Giampaolo Dallara conçoit lui-même le nouveau châssis 189. La monoplace se distingue par une coque fine et galbée ainsi que par son capot avant qui fait office de prise d'air. Le Cosworth est encore confié à Mader qui développe un système d'alimentation inédit tandis que Pirelli, dont c'est le retour en Formule 1, fournit les enveloppes. Pour sa seconde saison en Formule 1, deux monoplaces sont engagées, la première (déjà pré-qualifiée) pour Andrea De Cesaris, transfuge de Rial Racing, l'autre, devant subir la séance de pré-qualification, pour Caffi. La voiture est compétitive et Caffi ne rate les pré-qualifications qu'en deux occasions tandis que de Cesaris n'échoue en qualifications qu'au Grand Prix de France. À Monaco, Caffi marque les premiers points de l'équipe en terminant quatrième et augmente le capital au Grand Prix du Canada qu'il termine sixième. De Cesaris quant à lui accroche le podium au Canada. Les dix derniers Grands Prix de la saison se soldent par un résultat nul, le prestige naissant de l'écurie en pâtit et elle perd peu à peu ses privilèges auprès de Pirelli. En fin de saison, les dirigeants approchent Lamborghini pour remplacer le Cosworth, mais ne peuvent répondre aux exigences financières du motoriste, ce qui provoque le départ d'Alex Caffi.
En 1990, Christian Vanderpleyn, ex-Coloni, rejoint l'équipe pour dessiner la 190. La voiture n'est qu'une évolution de sa devancière, toujours mûe par un V8 Cosworth. Emanuele Pirro est engagé au côté de de Cesaris mais, victime d'une hépatite, ne participe pas au Grand Prix inaugural à Phœnix où il est remplacé par Gianni Morbidelli qui ne se qualifie pas. Si une seule monoplace est engagée, elle se fait remarquer puisque de Cesaris se qualifie en troisième position ; il est contraint à l'abandon sur rupture moteur alors qu'il était cinquième. Pirro dispute son premier Grand Prix pour la Scuderia à Saint Marin et n'obtient, comme meilleur résultat de la saison qu'une dixième place en Hongrie, de Cesaris ne faisant guère mieux avec une dixième place en Italie. Les monoplaces ont beaucoup de mal à s'extraire du fond de la grille et souffrent d'un manque de fiabilité désarmant (dix-huit abandons sur casse mécanique). La saison 1990 se solde donc par un score vierge et Lucchini ne veut pas s'engager pour 1991 tant qu'il n'a pas négocié un nouveau contrat moteur pour remplacer son Cosworth dépassé.

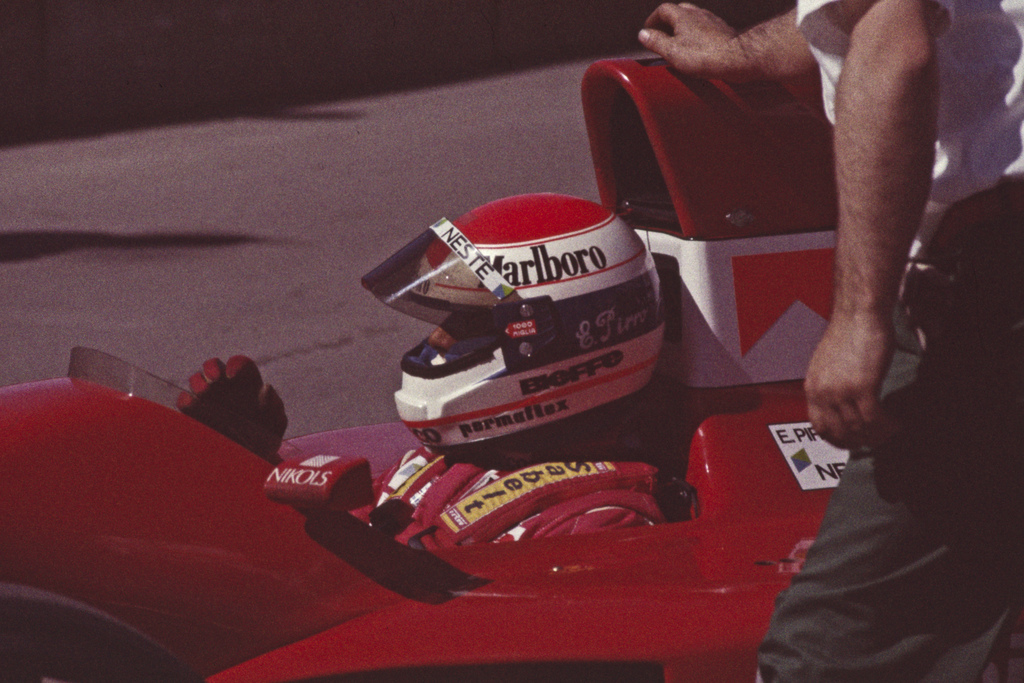
Emanuele Pirro sur Dallara 191 de la Scuderia Italia lors du Grand Prix des États-Unis 1991

Pour 1991, il s'agit de repartir sur des bases saines, ce qui implique de revoir en profondeur la monoplace. De la 190 ne sont conservées que les suspensions, tandis que la Scuderia obtient un contrat d'exclusivité avec Judd qui fournit un V10 très attendu. La nouvelle architecture moteur, plus longue, amène Dallara à revoir complètement le châssis d'autant qu'il faut caser le réservoir d'essence qui n'a plus le droit de déborder autour du cockpit, cockpit dont les dimensions doivent aussi être accrues pour loger les grands Pirro et JJ Lehto, transfuge d'Onyx Grand Prix. La 191 est enfin dotée d'une boîte de vitesses transversale accouplée au V10 qui pèse huit kilogrammes de moins que le V8 Cosworth. L'écurie compte sur toutes ces améliorations pour se sortir de l'exercice difficile des pré-qualifications auquel sont soumises les deux monoplaces, qui semblent réussies puisque Pirro ne rate qu'à trois reprises l'épreuve des pré-qualifications, tandis que Lehto dispute tous les Grands Prix de la saison. En général, les monoplaces se qualifient autour de la onzième ou douzième position, ce qui leur permet de réussir en course. Lors du troisième Grand Prix, à Imola, Letho termine sur le podium et au Grand Prix suivant à Monaco, Pirro termine sixième. Si les monoplaces déplorent treize abandons sur problème mécanique, elles se classent souvent aux portes des points. Avec 5 points, la Scuderia Italia termine l'année au huitième rang mondial, égalant sa performance de 1989.

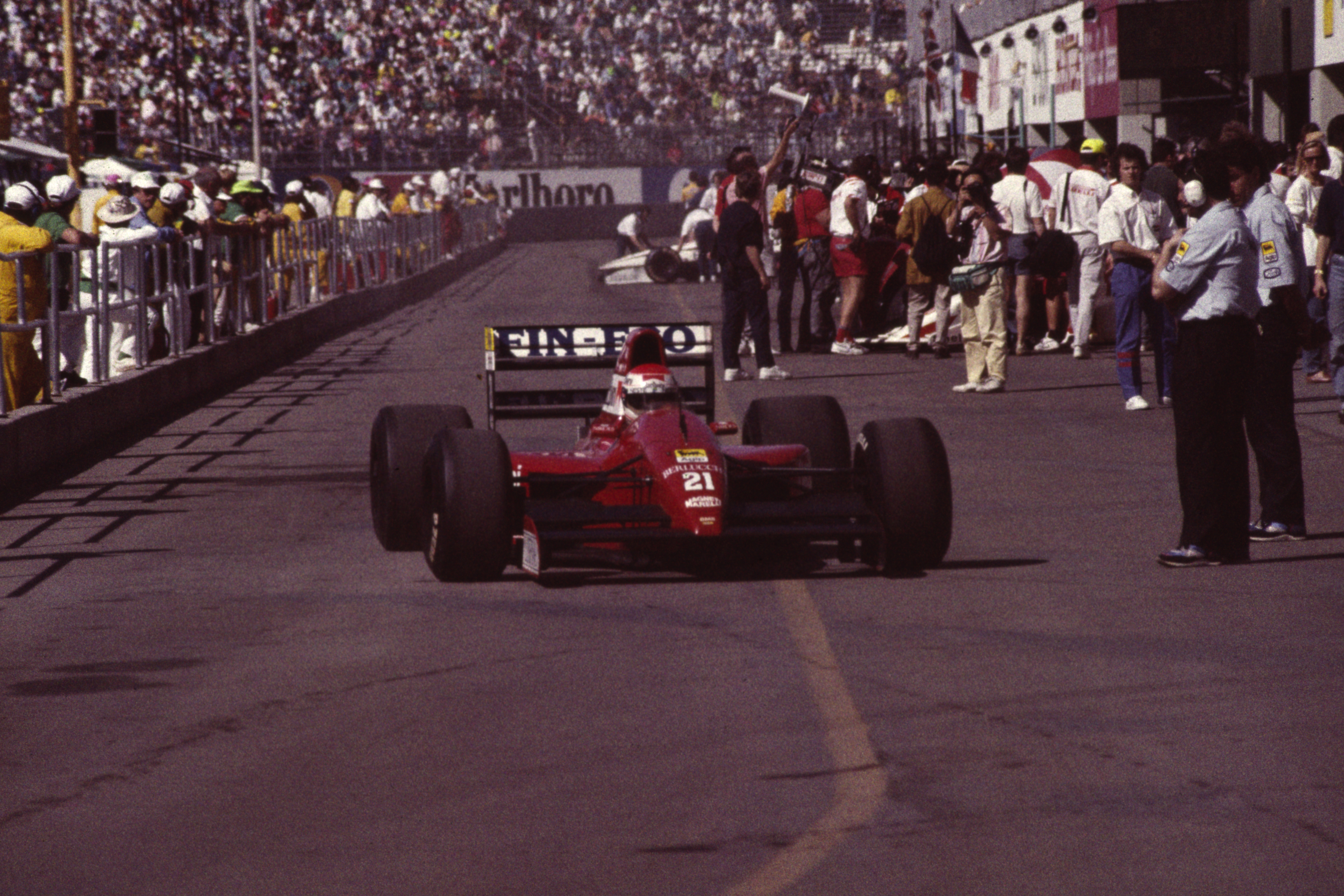
Pirro sur Dallara 191 de la Scuderia Italia au Grand Prix des États-Unis 1991

En 1992, la Scuderia Italia justifie plus que jamais sa dénomination : capitaux de Lucchini, bureau d'études BMS, châssis Dallara, Pierluigi Martini au volant et surtout moteur V12 Ferrari. Par contre les pneumatiques sont désormais des Goodyear et non plus des Pirelli. Lucchini tente le pari que n'a pas réussi son compatriote Minardi : utiliser et développer un des moteurs les plus prestigieux et les plus performants de la discipline reine. La Scuderia Italia doit embaucher du personnel, engager de nouveaux moyens techniques et surtout payer une lourde facture à son partenaire moteur. La 192, malgré un moteur plus long et plus lourd que le V10 Judd, conserve l'empattement et le poids de la 191. Aérodynamiquement, la Dallara est modifiée au niveau des pontons et reçoit une suspension avant à mono-amortisseur inspirée de la Tyrrell 019. Pour plus de fiabilité, la boîte de vitesses demeure mécanique. La 192 dispute quasiment l'ensemble des Grands Prix de la saison, seul Lehto échoue en qualification en Hongrie. Toutefois, le premier Grand Prix de la saison est très décevant : les pilotes se qualifient en vingt-quatrième et vingt-cinquième position avant d'abandonner tous deux en course sur casse mécanique. Puis, avec l'arrivée du nouveau bloc Ferrari à partir du Grand Prix d'Espagne, les résultats commencent à poindre. Pierluigi termine sixième en Espagne et récidive lors de la course suivante à Saint Marin. Mais ces points sont les seuls de la saison : La 192 est sensible à un "loup" au niveau de l'aileron arrière qui l'empêche de réussir ses qualifications et compromet les courses. Dallara ne résout pas le problème, ce qui conduit Beppe Lucchini à rompre leur association : en 1993, les BMS-Scuderia Italia se fourniront chez Lola.

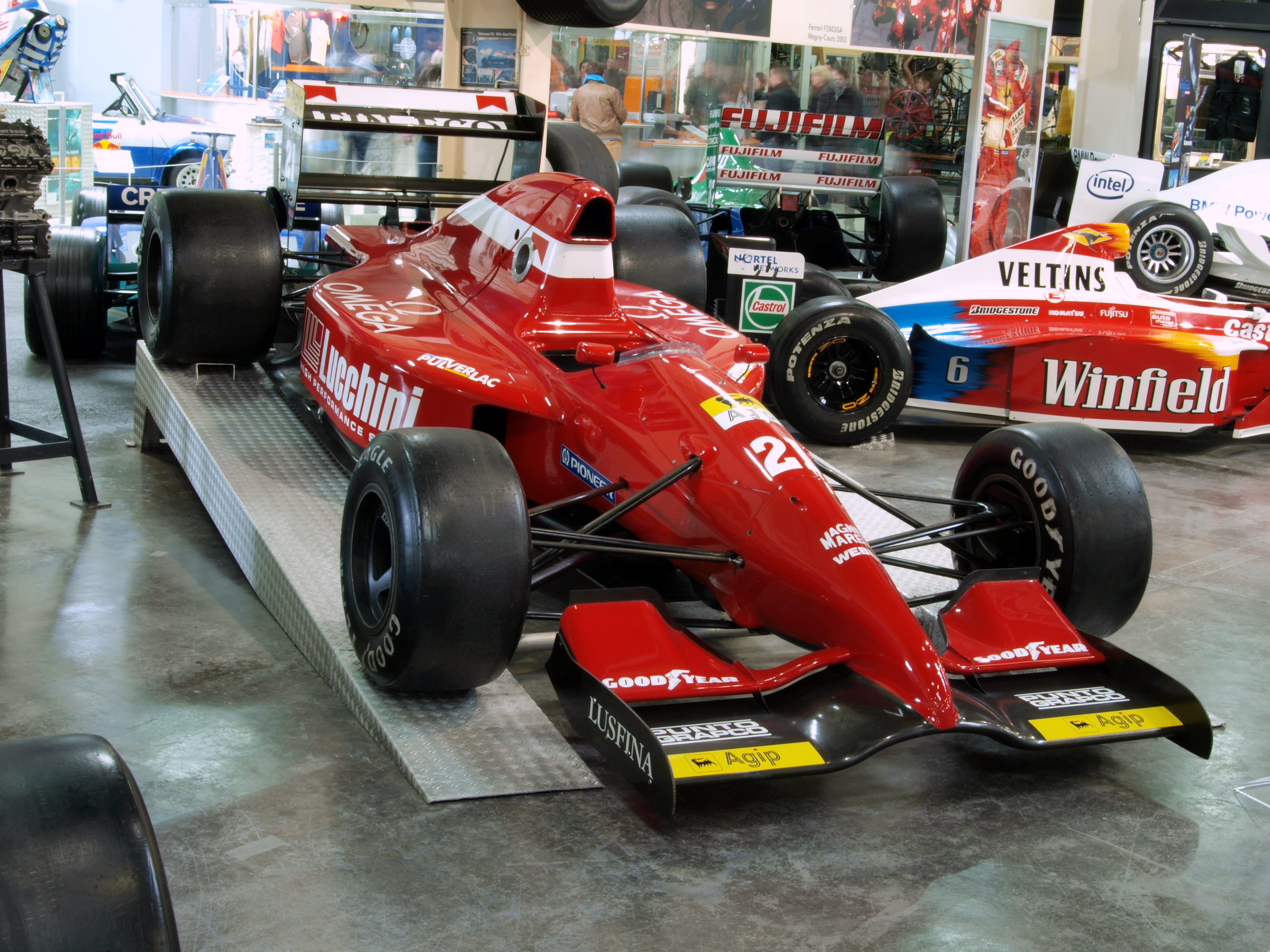
La BMS Dallara 192 exposée au Auto & Technic museum de Sinsheim.

1993 est donc l'année du retour en Formule 1 de Lola qui a quitté la discipline reine fin 1991 à l'issue d'un partenariat avec Larrousse. Mais chez Lola, on vend d'abord des voitures de course et la Formule 1 passe toujours en second plan. En 1993 Lola devient l'unique fournisseur du championnat Indy Lights et du coup, le châssis T93/30 destiné à BMS est livré avec beaucoup de retard (c'était déjà le cas à l'époque Larrousse). Luca Badoer et Michele Alboreto héritent donc d'une monoplace en manque de développement et mal dégrossie. La saison se résume à sept non-qualifications, neuf Grands Prix pour Alboreto (son meilleur résultat de la saison est une onzième place finale au Brésil et au Grand Prix d'Europe) et douze Grands Prix pour Badoer (son meilleur résultat de la saison étant une onzième place à Saint-Marin). La monoplace est si mauvaise qu'Alboreto dit à des commissaires de piste venus éteindre un début d'incendie : « Laissez-la brûler, ils m'en donneront peut-être une meilleure... » Lucchini, conscient que les pilotes ne sont pas à blâmer mais que la monoplace est totalement hors du coup, et plus précisément le châssis puisque le bloc Ferrari ne casse qu'à deux reprises seulement, décide de ne pas effectuer les derniers déplacements au Japon et en Australie. La Scuderia Italia, dont le score est toujours vierge, ne termine donc pas sa dernière saison en Formule 1.
En 1994, Beppe Lucchini, toujours passionné de Formule 1, répond à l'appel de son compatriote Minardi en difficulté financière, et prolonge son engagement sportif en fusionnant avec l'autre écurie italienne Scuderia Minardi dont il devient actionnaire. Alboreto devient pilote de l'équipe en 1994 alors que Badoer se contente d'un poste de pilote d'essai, avant de prendre le baquet d'Alboreto en 1995. Beppe Lucchini se désengage de Minardi après la saison 1995 et quitte ainsi le monde de la Formule 1.

### 1997-2010: Engagement dans divers championnats en endurance
Après son passage en Formule 1, la Scuderia Italia se tourne principalement vers les compétitions d'endurance. Elle est la première équipe privée à engager une Porsche 911 GT1 en compétition. En 1997, la Porsche est engagée dans le championnat FIA GT. L'équipage, composé de Pierluigi Martini et  Christian Pescatori se classe 7e dès la première manche qui a lieu sur le circuit d'Hockenheim. Lors de la manche de Silverstone, la Porsche 911 GT1 abandonne dès le premier tour de piste. La troisième manche a lieu à Helsinki, sur le circuit de Circuit d'Eläintarha. Martini et Pescatori emmène la Porsche jusqu'à la 6e place, mais à deux tours des Mercedes officielles victorieuses. Lors du quatrième meeting qui se tient sur le Circuit du Nürburgring. Malgré les efforts de ses pilotes, la Porsche de la BMS est à la peine face aux Mclaren F1 GTR est aux Mercedes CLK GTR officielles, elle se contente de la 12e place à l'issue de la course. Environ un mois plus tard, Martini et Pescatori sont 10e lors de la course de Spa. Puis, l'écurie termine à nouveau parmi les dix premiers à Zeltweg (8e place). Quelques semaines plus tard, l'écurie manque les 1000 Kilomètres de Susuka. En fin de saison, la Porsche se contente d'une 10e place à Donington puis abandonne sur accident au Mugello,. Enfin, l’écurie est d'abord annoncée présente à Sebring, mais elle manque finalement les deux dernières courses de la saison,.
Elle remporte notamment le championnat FIA Sportscar en 2001 avec la Ferrari 333 SP ainsi que des titres FIA GT en 2003, 2004 et Le Mans Series en 2005 avec la Ferrari 550 Maranello Prodrive. 
L'écurie italienne participe également au championnat de tourisme STC.
En 2010, l'écurie remporte notamment les 24 Heures de Spa au classement général avec une Porsche 911 GT3-RSR.

### Depuis 2014: Retour en GT après quelques années d'absence
Après quelques années d'absence en sport automobile, La BMS Scuderia Italia fait son retour en 2014 en engageant une Ferrari 458 Italia GT3 en Italian GT pour Alessandro Pier Guidi et Luigi Lucchini.

## Résultats en championnat du monde de Formule 1
| Saison | Écurie                   | Châssis                    | Moteur           | Pneus    | Pilotes                                            | Grands Prix disputés | Points inscrits | Classement |
| ------ | ------------------------ | -------------------------- | ---------------- | -------- | -------------------------------------------------- | -------------------- | --------------- | ---------- |
| 1988   | BMS Scuderia Italia      | Dallara 3087 Dallara 188   | Ford-Cosworth V8 | Goodyear | Alex Caffi                                         | 14                   | 0               | Non classé |
| 1989   | BMS Scuderia Italia      | Dallara 189                | Ford-Cosworth V8 | Pirelli  | Alex Caffi Andrea De Cesaris                       | 16                   | 8               | 8e         |
| 1990   | BMS Scuderia Italia      | Dallara 190                | Ford-Cosworth V8 | Pirelli  | Andrea De Cesaris Emanuele Pirro Gianni Morbidelli | 16                   | 0               | Non classé |
| 1991   | BMS Scuderia Italia      | Dallara 191                | Judd V10         | Pirelli  | Emanuele Pirro JJ Lehto                            | 16                   | 5               | 8e         |
| 1992   | BMS Scuderia Italia      | Dallara 192                | Ferrari V12      | Goodyear | JJ Lehto Pierluigi Martini                         | 16                   | 2               | 10e        |
| 1993   | Lola BMS Scuderia Italia | Lola T93/30                | Ferrari V12      | Goodyear | Michele Alboreto Luca Badoer                       | 14                   | 0               | Non classé |
| 1994   | Minardi Scuderia Italia  | Minardi M193B Minardi M194 | Ford-Cosworth V8 | Goodyear | Pierluigi Martini Michele Alboreto                 | 16                   | 5               | 10e        |
| 1995   | Minardi Scuderia Italia  | Minardi M195               | Ford-Cosworth V8 | Goodyear | Pierluigi Martini Pedro Lamy Luca Badoer           | 17                   | 1               | 10e        |

## Résultat de la Scuderia Italia en championnat FIA GT
| Saison | Voitures                  | Pilotes | Courses disputées | Pole Positions | Victoires | Points inscrits | Classement pilotes (pilotes les mieux classés) | Classement équipes |
| ------ | ------------------------- | --- | ----------------- | -------------- | --------- | --------------- | ---------------------------------------------- | ------------------ |
| 1997   | Porsche 911 GT1           | Pierluigi Martini Christian Pescatori | 8                 | 0              | 0         | 1               | 33e (Pierluigi Martini et Christian Pescatori) | 9e                 |
| 2002   | Ferrari 550 Maranello GTS | Jean-Denis Delétraz Andrea Piccini Marco Zadra Lilian Bryner Peter Kox Frédéric Dor Tomáš Enge Jean-Marc Gounon | 10                | 5              | 4         | 51              | 5e (Jean-Denis Delétraz et Andrea Piccini)     | 4e                 |
| 2003   | Ferrari 550 Maranello GTS | Matteo Bobbi Thomas Biagi Fabrizio Gollin Luca Cappellari Enzo Calderari Lilian Bryner Stefano Livio Ettore Bonaldi                                                                                                 | 10                | 2              | 8         | 130             | Champion (Matteo Bobbi et Thomas Biagi)        | Champion           |
| 2004   | Ferrari 550 Maranello GTS | Fabrizio Gollin Luca Cappellari Matteo Bobbi Gabriele Gardel Enzo Calderari Lilian Bryner Stefano Livio Miguel Ángel de Castro Christophe Bouchut Luca Drudi Nicola Cadei Frédéric Dor                              | 11                | 5              | 5         | 159,5           | Champion (Fabrizio Gollin et Luca Capparelli)  | Champion           |
| 2006   | Aston Martin DBR9         | Fabio Babini Fabrizio Gollin Christian Pescatori Peter Kox Tomáš Enge Gabriele Lancieri Matteo Malucelli | 10                | 0              | 0         | 73,5            | 9e (Fabio Babini)                              | 2e                 |
| 2007   | Aston Martin DBR9         | Fabio Babini Jamie Davies Fabrizio Gollin Christian Pescatori Miguel Ramos Giorgio Mondini Ferdinando Monfardini Enrico Toccacelo Diego Alessi Alex Frassinetti Gabriele Lancieri Riccardo Ragazzi Jean-Marc Gounon | 10                | 0              | 0         | 37              | 13e (Fabio Babini Jamie Davies)                | 6e                 |